# Levanger Station
Levanger Station (Levanger stasjon) er en jernbanestation på Nordlandsbanen, der ligger i byen Levanger i Norge. Stationen består af flere spor, to perroner og en stationsbygning med ventesal og toilet. En 500 m lang sti fører fra stationen til Levanger sykehus.
Stationen åbnede 29. oktober 1902, da banen blev forlænget dertil fra Stjørdal. Den fungerede som endestation, indtil det næste stykke til Verdal åbnede 1. november 1904. Stationen blev fjernstyret 6. december 1977.
Stationsbygningen blev opført i 1902 efter tegninger af Paul Due. Den toetages bygning er opført i pudset tegl med detaljer i upudset tegl og består af en midterdel med valmtag og to lavere sideføje med sadeltag og trappegavlsmotiver. Gadesiden er udformet med to fremspringende tårne. Stueetagen rummede oprindeligt ventesale, ekspedition, rejsegodsrum og telegraf, mens det var tjenestebolig for stationsforstandere på første sal. Stationsbygningen og en jævnaldrende tosporet remise blev fredet i 2002. Årsagen var at man ønskede at bevare et arkitektonisk, bygningshistorisk og jernbanehistorisk værdifuldt anlæg fra banens åbning.